# ザ・モーニングショー
『ザ・モーニングショー』（原題: The Morning Show）は、アメリカ合衆国のテレビドラマシリーズ。長年続く朝の情報番組『ザ・モーニングショー』を舞台に、看板キャスターの不祥事を発端とする人間模様を描く。ジェニファー・アニストン、リース・ウィザースプーン、スティーヴ・カレルが出演。2019年11月よりApple TV+で世界同時に配信が開始された。2021年9月16日からシーズン2を、2023年9月13日よりシーズン3を配信開始した。

## 登場人物

### メインキャスト
アレックス・レヴィ
演 - ジェニファー・アニストン、日本語吹替 - 林真里花
主人公。長年続く朝の情報番組『ザ・モーニングショー』のキャスター
ブラッドリー・ジャクソン
演 - リース・ウィザースプーン、日本語吹替 - 新野美知
主人公。ミッチの後任の新キャスター
ミッチ・ケスラー
演 - スティーヴ・カレル、日本語吹替 - 斧アツシ
アレックスと共にキャスターを務めていたが、既婚者であるが数多くの女性スタッフとの不適切な肉体関係を暴かれた事により解雇される。
コリー・エリソン
演 - ビリー・クラダップ、日本語吹替 - 桐本拓哉
報道局長
チップ（チャーリー）・ブラック
演 - マーク・デュプラス、日本語吹替 - 前田一世
番組のエグゼクティヴ・プロデューサー
フレッド・ミックレン
演 - トム・アーウィン
TV局UBAのCEO
ミア・ジョーダン
演 - カレン・ピットマン、日本語吹替 - 松枝裕香
ブラッドリー担当のプロデューサー
ダニエル・ヘンダーソン
演 - デショーン・テリー、日本語吹替 - 菊池通武
サブ・キャスター
ハンナ・ショーンフェルド
演 - ググ・バサ＝ロー、日本語吹替 - 濱口綾乃
番組の出演交渉担当スタッフ
ヤンコ・フローレス
演 - ネスター・カーボネル、日本語吹替 - 露木徳幸
番組の気象予報士
クレア・コンウェイ
演 - ベル・パウリー、日本語吹替 - 胡麻鶴彩
ヤンコと職場恋愛中。ブラッドリーの助手となる。
マギー・ブレナー
演 - マーシャ・ゲイ・ハーデン
ニューヨーク・マガジン誌の記者
ローラ・ピーターソン
演 - ジュリアナ・マルグリーズ
ブラッドリーのアドバイザー役として赴任してきたベテランのキャスター
ステラ・バク
演 - グレタ・リー
新たな報道局長
パオラ・ランブルスキーニ
演 - ヴァレリア・ゴリノ
イタリアのドキュメンタリー作家

## エピソード
| シーズン | シーズン | 話数 | 話数 | 放送期間      | 放送期間       |
| シーズン | シーズン | 話数 | 話数 | 初回放送      | 最終回放送     |
| -------- | -------- | ---- | ---- | ------------- | -------------- |
|          | 1        | 10   | 10   | 2019年11月1日 | 2019年12月20日 |

### シーズン1 (2019)
| 通算 話数 | タイトル                                                                             | 監督                   | 脚本                                             | 公開日         |
| --------- | ------------------------------------------------------------------------------------ | ---------------------- | ------------------------------------------------ | -------------- |
| 1         | "突然のスキャンダル" "In the Dark Night of the Soul It’s Always 3:30 in the Morning" | ミミ・レダー           | Kerry Ehrin & Jay Carson                         | 2019年11月1日  |
| 2         | "サプライズ" "A Seat at the Table"                                                   | ミミ・レダー           | 原作: Kerry Ehrin & Jay Carson 脚本: Kerry Ehrin | 2019年11月1日  |
| 3         | "新たなる出発" "Chaos is the New Cocaine"                                            | デヴィッド・フランケル | Erica Lipez                                      | 2019年11月1日  |
| 4         | "嵐を呼ぶ女" "That Woman"                                                            | Lynn Shelton           | Adam Milch                                       | 2019年11月8日  |
| 5         | "男と女の駆け引き" "No One's Gonna Harm You, Not While I'm Around"                   | デヴィッド・フランケル | Torrey Speer                                     | 2019年11月15日 |
| 6         | "山火事" "The Pendulum Swings"                                                       | タッカー・ゲイツ       | Kristen Layden                                   | 2019年11月22日 |
| 7         | "崩壊する家族" "Open Waters"                                                         | ロクサン・ドースン     | Jeff Augustin                                    | 2019年11月29日 |
| 8         | "18ヶ月前" "Lonely at the Top"                                                       | ミシェル・マクラーレン | JC Lee                                           | 2019年12月6日  |
| 9         | "食うか食われるか" "Play the Queen"                                                  | Kevin Bray             | Erica Lipez & Ali Vingiano                       | 2019年12月13日 |
| 10        | "運命の日" "The Interview"                                                           | ミミ・レダー           | Kerry Ehrin                                      | 2019年12月20日 |